# Lahovo
Lahovo je naselje v Občini Bloke.